# 217 Pułk Piechoty (Imperium Rosyjskie)
217 kowrowski pułk piechoty (ros. 217-й пехотный Ковровский полк) – rezerwowy oddział piechoty armii Imperium Rosyjskiego.

## Charakterystyka
Sformowany w sierpniu 1914 na bazie kadry 9 Syberyjskiego pułku grenadierów.

Organizacja pułków rezerwowych była identyczna jak pułków regularnych. W przededniu I wojny światowej pułk etatowo posiadał cztery bataliony po cztery kompanie oraz kompanię tyłową. Kompania piechoty czasu wojny liczyła około 240 żołnierzy i 4–5 oficerów. Na szczeblu pułku występował także pododdział karabinów maszynowych (8 km), łączności (w tym 14 konnych gońców i 21 telefonistów) i zwiadowczy (64 zwiadowców, w tym 4 kolarzy). W sumie pułk liczył około 4000 żołnierzy.

Rozformowany w 1918.
W czasie I wojny światowej w szeregach pułku walczył między innymi ppor. Mikołaj Aksan.

## Podporządkowanie
Sierpień 1914:
- 55 Dywizja Piechoty
  - 1 Brygada Piechoty
    - 217 rezerwowy pułk piechoty